# Schlacht bei Tippecanoe
Kriegsschauplatz St. Lawrence/Lake Champlain 

1. Sacket’s Harbor – 1. Lacolle Mills – Ontariosee – Ogdensburg – New York – 2. Sacket’s Harbor – Châteauguay – Chrysler’s Farm – 2. Lacolle Mills – Fort Oswego – Big Sandy Creek – Plattsburgh
Niagara-Kriegsschauplatz

Queenston Heights – Frenchman’s Creek – George – Stoney Creek – Beaver Dams – Black Rock – Fort Niagara – Buffalo – 1. Fort Erie – Chippewa – Lundy’s Lane – 2. Fort Erie – Cook’s Mill
Detroit-Kriegsschauplatz

Tippecanoe – Fort Mackinac – Dearborn – Detroit – Fort Harrison – Fort Wayne – Wild Cat Creek – Mississinewa – Frenchtown – Fort Meigs – Fort Stephenson – Eriesee – Thames River – Longwoods – Prarie du Chien – Rock Island Rapids – Mackinac Island – Malcom’s Mills
Chesapeake-Kriegsschauplatz

Craney Island – St. Michaels – Chesapeake – Bladensburg – Washington – Caulk’s Field – North Point – Baltimore
Südlicher Kriegsschauplatz

Creek – 1. Fort Bowyer – Fayal – Pensacola – Borgnesee – New Orleans – Fort St. Philip – Fort Peter – 2. Fort Bowyer
In der Schlacht bei Tippecanoe kämpften 1811 Truppen der Vereinigten Staaten von Amerika unter der Führung des damaligen Gouverneurs William Henry Harrison gegen Tecumsehs indianische Konföderation. Die Schlacht fand vor Prophetstown, dem Hauptlager der indianischen Konföderation in der Nähe des heutigen Battle Ground im Tippecanoe County im US-Bundesstaat Indiana, statt.

## Vorgeschichte
Tecumseh, der andere Indianerstämme bereiste, um weitere Bündnisgenossen zu gewinnen, überließ in seiner Abwesenheit seinem Bruder Tenskwatawa die Führung über Prophetstown. Kriegsführer war White Loon aus dem Stamm der Shawnee.
Die amerikanische Truppenführung nutzte Tecumsehs Abwesenheit, um einen empfindlichen Schlag gegen das Zentrum seiner indianischen Allianz zu führen.

## Verlauf

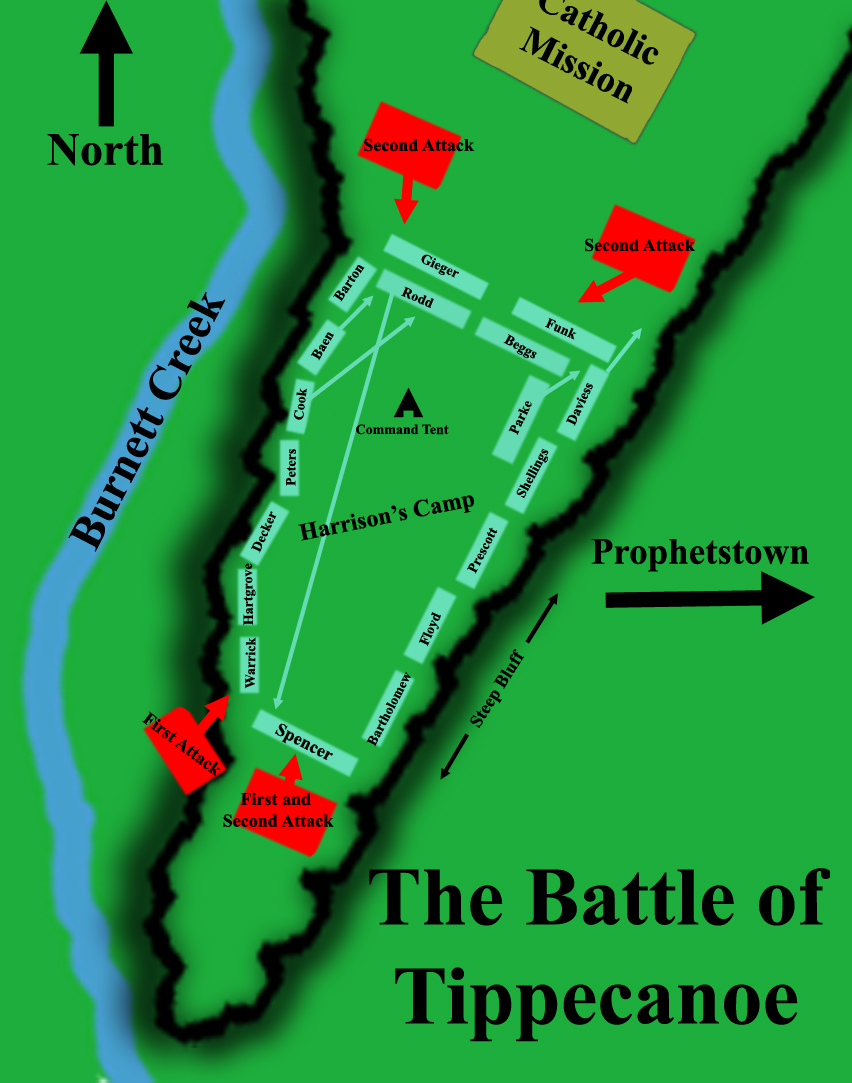
Karte der Schlacht bei Tippecanoe

Am 6. November 1811 erreichten die etwa 1000 Milizionäre unter dem Kommando Harrisons Prophetstown. Als die Soldaten in Sichtweite der Stadt waren, ritt ein Unterhändler der Indianer heraus und bat um eine Waffenruhe bis zum nächsten Tag, um dann ein Treffen abhalten zu können. Harrison willigte in den Waffenstillstand ein, vertraute aber Tenskwatawa nicht und ließ über Nacht Wachen aufstellen. 
Die Indianer griffen aufgrund einer Prophezeiung Tenskwatawas, dass sie unverwundbar seien, in der Dämmerung des nächsten Tages, dem 7. November 1811, das Nachtlager der amerikanischen Truppen an. Die amerikanischen Truppen konnten jedoch diesen Überraschungsangriff sowie weitere Vorstöße den ganzen Morgen über abwehren. 
Am nächsten Tag, dem 8. November 1811, sandte Harrison eine kleine Abteilung Soldaten in das indianische Lager zur Erkundung. Danach widersprechen sich die Quellen. Die Soldaten berichteten, dass sie das Lager bis auf eine alte Frau verlassen vorfanden. Andere Quellen berichten von einem Massaker an Frauen und Kindern im Lager. Harrison ließ auf jeden Fall die Stadt niederbrennen und marschierte mit seinen Truppen heimwärts.